# II. Tudhalijasz hettita király
II. Tudhalijasz (mdu-ut-ḫa-li-ya-aš, hurri néven Tašmišarri) valószínűleg Arnuvandasz fia, de elképzelhető, hogy unokája vagy veje volt. A KBo 53.10 II.24–25’’ ugyanis felsorolja Arnuvandasz rokonságát, de nem adja meg a pontos rokonsági fokot, csak az éppen aktuális címeket, titulusokat. Hurri neve mTašmišarri lehet, mivel egy hurri nyelvű szövegben (KBo 23.22-ben) Szatanduhepa férjének nevét így írták le.
Uralkodása tulajdonképpen egy intermezzo a hettita történelemben, egy-két évtizednyi összeomlás időszaka. Az I. Tudhalijasz által létrehozott Hettita Birodalom Arnuvandasz alatt megroggyant – bár katonai potenciálja még elegendő volt sok terület megtartásához –, II. Tudhalijasz alatt azonban majdnem teljesen megszűnt. A korábban legyőzött Arzava és az erős Kaszka hatalmas területeket foglalt el, talán még Hattuszaszt is felprédálták a kaszkák. Erre régészeti bizonyíték nincs, csak néhány töredékes tábla alapján feltehető, valamint egy Szuppiluliumaszhoz még uralkodása előtti időszakhoz kapcsolható tábla szerint Tudhalijasz székhelye nem Hattuszasz volt, hanem Szamuha. E feliratban az szerepel, hogy Szuppiluliumasz két hadjáratot is vezetett Hatti ellen, tehát valószínűleg nem volt birtokon belül.
Mindezekről azonban csak II. Tudhalijasz fia, I. Szuppiluliumasz feliratából értesülünk, mert Tudhalijasz korából nem maradt fenn forrás. Szuppiluliumasz felirata viszont az elején nagyon sérült, ezért csak töredékes információk nyerhetők belőle. Az első adat, miszerint I. Szuppiluliumasz apját Tudhalijasznak hívták, egy 1980-ban előkerült királyi pecsétnyomó, amely előlapi szövege szerint Szuppiluliumaszé, aki a hátlapi szöveg szerint mdu-ut-ḫa-li-ya(-aš) fia.
Hat katonai akció említése található meg az iratokban, de semmi részlet nem ismert ezekből.
- Arzija elleni hadjárat Kantuccili vezetésével
- Szallapa elleni hadjárat
- Nanni hegyéhez vezetett közös hadjárat Szuppiluliumasszal, Nanni és fia, Cittara ellen
- Hajasza és Kaszka elleni hadjárat Szuppiluliumasz vezetésével, mivel Pijapilisz király Hattit pusztította
- Másik Kaszka elleni hadjárat Szuppiluliumasz vezetésével
- Felső-Hatti elleni hadjárat (Hattuszasz is ide tartozik)

Hattit gyakorlatilag minden irányból ellenséges területek vették körül, nyugaton és délnyugaton a szinte teljes nyugati Anatóliát elfoglaló Arzava, keleten és délkeleten Mitanni, amely átmenetileg megerősödve Szíriát és a Középső-Eufrátesz vidékét is visszafoglalta, valamint északon és északkeleten Kaszka és Hajasza. Ezek mellett önállósodott Armatana területe is Tegaramma (később Tíl-Garimmu, Tigrim) és Kummani (Kumaha, Kommagéné) városokkal. Tudhalijasz III. Amenhotep egyiptomi uralkodóval folytatott levelezése is Arzava és uralkodója, Anzapahhadu teljes függetlenedésére utal.
Tudhalijasz családjára vonatkozóan is hiányosak az információk, ezért sokszor próbálták más dokumentumokból ismert hettita uralkodókkal is azonosítani. I. Arnuvandasz, I. Szuppiluliumasz, sőt II. Hattuszilisz is gyanúba került. A Tašmišarri hurri név három királynőnévvel együtt fordul elő, Aszmu-Nikal, Taduhepa és Szatanduhepa. Tudhalijasz pecsétje a Nagy Királynő Szatanduhepa (Šata[n]du-Ḫepa) feliratot is tartalmazza, de ez a név nem fordul elő máshol. I. Szuppiluliumasz uralkodása alatt még élt az anyakirályné, akit Taduhepa néven ismerünk. Nem tudjuk, hogy ez a két név azonos személyt takar-e, vagy két különböző, esetleg egymás utáni királynét. Taduhepa valószínűleg újra férjhez ment, de nem tudni, hogy Szuppiluliumasz uralkodása idején, vagy Taduhepa férje, Hattuszilisz apa és fia között uralkodott-e. További kérdés „ifjabb” Tudhalijasz személye, akiről jelenleg nem eldönthető, hogy II. Tudhalijasz fia, veje vagy unokája volt-e, uralkodott-e II. Tudhalijasz és Szuppiluliumasz között, és akit sokszor III. Tudhalijaszként emlegetnek. Mindezen adatokból jelenleg a legelfogadottabb genealógia szerint a Tašmišarri hurri nevű II. Tudhalijasz I. Arnuvandasz koronahercege, anyja Aszmu-Nikal. Feleségül vette Szata(n)duhepát még elődje uralkodása, azaz hercegsége idején. Második felesége Taduhepa, aki anyakirálynőként uralkodott I. Szuppiluliumasz első néhány évében. Szata(n)duhepa talán azért nem jelenik meg a későbbi feliratokban, mert a neve hasonló Taduhepához, így az utókor elfelejtette, hogy más személy, mint Taduhepa. Bonyolítja a helyzetet, hogy Henti, Szuppiluliumasz első felesége is egy nagykirály leányának nevezi magát egy pecsétnyomón, ha a töredékes szöveg kiegészítései helytállóak (ezt a hettitológusok egy része tagadja), ám ha ez igaz lenne, akkor Szuppiluliumasz csak fogadott fia lehet Tudhalijasznak.
A CTH 378.1 3.16–22. szövegnek lehetséges olyan értelmezése, hogy Szuppiluliumasz lázadás révén került trónra.